# فاتس نافارو
فاتس نافارو (بالإنجليزية: Fats Navarro)‏ هو عازف جاز وملحن أمريكي، ولد في 24 سبتمبر 1923 في كي ويست في الولايات المتحدة، وتوفي في 7 يوليو 1950 في نيويورك في الولايات المتحدة بسبب سل.

## وصلات خارجية
- فاتس نافارو على موقع الموسوعة البريطانية (الإنجليزية)
- فاتس نافارو على موقع ميوزك برينز (الإنجليزية)
- فاتس نافارو على موقع إن إن دي بي (الإنجليزية)
- فاتس نافارو على موقع أول ميوزيك (الإنجليزية)
- فاتس نافارو على موقع ديسكوغز (الإنجليزية)